# Adolf (Bentheim-Tecklenburg)
Adolf von Bentheim-Tecklenburg (* 7. Juli 1577 in Steinfurt; † 5. November 1623) war von 1606 bis zu seinem Tod Graf von Tecklenburg aus der Linie Bentheim-Tecklenburg. 

## Familie
Er war der dritte Sohn des Grafen Arnold von Bentheim-Tecklenburg und der Magdalena von Neuenahr-Alpen. 
Er selbst heiratete 1606 kurz nach dem Tod des Vaters Margaretha von Nassau-Wiesbaden. Mit dieser hatte er vier Söhne (Arnold, Mauritz, Friedrich Ludwig, Christian Adolf) sowie vier Töchter (Magdalene Marie, Anna Amoene, Sibylle Juliane, Renate Elisabeth).

## Leben
Er studierte bereits in jungen Jahren in Herborn, Heidelberg und Utrecht. Seine Grand Tour berührte 1597 verschiedene Teile Deutschlands, Böhmen, Mähren, Ungarn, die Schweiz, Frankreich und England. Er erwarb dabei gute Sprachkenntnisse und Gewandtheit im Umgang. Im Jahr 1600 kam er an den hessischen Hof in Kassel. Dort wurde er unter anderem höfischen und diplomatischen Gepflogenheiten unterwiesen.
Nach dem Tod des Vaters wurden die Besitzungen nach einer kurzen gemeinsamen Herrschaft unter den überlebenden Brüdern aufgeteilt. Adolf erhielt bei der Erbteilung von 1609 die alte Grafschaft Tecklenburg und die Herrschaft Rheda. Er erbte auch die Ansprüche auf die verlorene Grafschaft Lingen sowie die hoyaschen Ämter Uchte und Freudenberg.
Er kümmerte sich vor allem um die kirchlichen Verhältnisse, die Verbesserung der Bildung sowie die innere Verwaltung in seinen Herrschaftsbereichen. Eine über seine Herrschaftsgebiete herausgehende Rolle hat er nicht gespielt. Bereits 1606 wurde eine neue Schulordnung in Rheda eingeführt. Er hat 1609 eine Generalsynode einberufen. Im Jahr 1612 ließ er eine Kirchenvisitation durchführen. Außerdem erließ er eine Polizeiordnung. Im Jahr 1613 wurde die Landgerichtsordnung erneuert und ein Hof- und Ehegericht eingerichtet. Die von seinem Vater 1588 erlassene Kirchenordnung ließ er gedruckt verbreiten. In Tecklenburg, Rheda und verschiedenen Dörfern wurden neue Schulen gegründet. Auch kümmerte er sich um die Reform des Gerichtswesens. In Rheda ließ er die Stadtkirche erbauen. In wirtschaftlicher Hinsicht hat er im Amt Freudenberg Münzen gegen den Protest des niederrheinisch-westfälischen Reichskreises prägen lassen.
Zu seiner Zeit begann der Dreißigjährige Krieg und berührte auch sein Herrschaftsgebiet durch die Durchmärsche beider Seiten direkt.
Graf Adolf wurde in der Stadtkirche von Rheda bestattet.
In Tecklenburg ist das örtliche Gymnasium nach ihm benannt.